# Platorish jimna
Platorish jimna är en spindelart som beskrevs av Norman I. Platnick 2002. Platorish jimna ingår i släktet Platorish och familjen Trochanteriidae. Inga underarter finns listade i Catalogue of Life.